# Mark Chévéliov
Mark Ivanovitch Chévéliov (en russe : Марк Иванович Шевелёв, nom aussi transcrit Chévélev ou Shevelev), né le 11 octobre 1904 (24 octobre dans le calendrier grégorien) à Saint-Pétersbourg et mort le 6 octobre 1991 à Moscou, est un aviateur soviétique.
Chef de l'Aviaarktika et de la direction générale de la route maritime du Nord, héros de l'Union soviétique, lieutenant-général, il est un des fondateurs de l'aviation polaire soviétique.

## Biographie
Mark Chévéliov naît le 11 octobre 1904 (24 octobre dans le calendrier grégorien) dans une famille juive de Saint-Pétersbourg. Après avoir rejoint l'Armée rouge en 1920, il participe à la guerre civile puis rejoint le Parti communiste en 1921. Il obtient ensuite son diplôme du département des transports aériens de l'Institut des transports de Leningrad en 1925,.
En 1929, il est engagé pour la première opération de l'aviation polaire soviétique. À partir de 1933, il dirige le département de l'aviation de la direction générale de la route maritime du Nord et prend part de 1929 à 1937 à six expéditions polaires. En 1937, il est ainsi l'adjoint d'Otto Schmidt lors de l'expédition de transport aérien du personnel et de l'équipement de la mission Severny Polious-1 vers le pôle Nord. Il reçoit alors le titre de héros de l'Union soviétique.
Durant la Seconde Guerre mondiale, il devient commandant adjoint de la division de l'armée de l'air au début de l'opération Barbarossa, puis est nommé chef d'état-major de l'aviation soviétique à long rayon d'action. À partir du printemps 1944, il commande la partie soviétique de la Northwest Staging Route (en).
Après la guerre, il est directeur adjoint de la Direction soviétique de l'aviation civile de 1947 à 1952. Commandant adjoint, chef d'état-major de l'armée de l'air en 1953–1954, chef de la direction de l'aviation civile polaire de 1960 à 1971, il préside quinze expéditions polaires : en 1975, il assure notamment la surveillance des glaces pour le brise-glace Arktika lors de son expédition au pôle Nord.

## Récompenses et distinctions
- Deux ordres de Lénine
- Ordre de Koutouzov (2e classe)
- Ordre de la Guerre patriotique (1re classe)
- Trois médailles de l'Ordre du Drapeau rouge du Travail
- Ordre de l'Amitié des peuples
- Trois médailles de l'Ordre de l'Étoile rouge
- Prix d'État de l'URSS (1984)